# Disneyland Park (Parijs)
Disneyland Park is een attractiepark in Frankrijk en onderdeel van het recreatiecomplex Disneyland Paris. Het attractiepark opende 12 april 1992 onder de naam Euro Disneyland en is inmiddels uitgegroeid tot het best bezochte attractiepark van Europa.

## Geschiedenis

### Euro Disneyland
Het attractiepark opende op 12 april 1992 onder de naam Euro Disneyland, tegelijk met de rest van het resort. Het park was het zesde Disney-park in de wereld. Qua opzet is het park gebaseerd op onder andere het Magic Kingdom, Tokyo Disneyland en Disneyland Park (Anaheim). Echter is er tijdens het ontwerp wel rekening gehouden met de Europese culturen en architectuur om het park zoveel mogelijk aantrekkelijk te houden voor Europese bezoekers. Voorbeeld hiervan is het themagebied Tomorrowland dat in het Disneyland Park Discoveryland heet en om de futuristische thema's van de Fransman Jules Verne draait. Een ander voorbeeld is het kasteel van Doornroosje. Het kasteel is opzettelijk licht roze geverfd om zich te onderscheiden met andere kastelen in Europa. In bijvoorbeeld Azië en Noord-Amerika kennen ze amper kastelen vergeleken met Europa.
Enkele attracties van het eerste uur waren: Disneyland Railroad, Pirates of the Caribbean, Big Thunder Mountain Railroad, Phantom Manor, Blanche-Neige et les Sept Nains, "It's a small world", Les Voyages de Pinocchio, Peter Pan's Flight, Star Tours en Autopia. Een jaar later opende de achtbaan Indiana Jones et le Temple du Péril, de eerste achtbaan in een Disney-park met een inversie. In 1994 opende het park twee nieuwe attracties: achtbaan Casey Jr. - le Petit Train du Cirque en rondvaart Le Pays des Contes de Fées. Beide attracties werden achterin Fantasyland gerealiseerd en zijn de enige twee attracties in het park die zich buiten de spoorlijn, die door het park loopt, bevinden. De achtbaan Casey Jr. was overigens de eerste achtbaan ter wereld met speakers aan boord. Een jaar later opende de blikvanger Space Mountain, een overdekte achtbaan. Bij deze achtbaan werden net als Casey Jr. speakers toegepast die zich aan boord van de voertuigen bevinden.
Op 17 augustus 1998 sloot Captain EO en werd vervangen voor Honey, I Shrunk the Audience!.
Afhankelijk was het de bedoeling dat de achtbaan Indiana Jones et le Temple du Péril tijdelijk in het park zou staan. De achtbaan was als 'goedmaker' gebouwd, omdat Space Mountain later opende dan gepland. In 1998 zou de achtbaan afgebroken moeten worden, waarna het vervangen zou worden voor een Indiana Jones themagebied. Dit plan is gestrand, omdat er geen geld beschikbaar was vanwege de bouw van het nieuwe Walt Disney Studios Park. De achtbaan kreeg daarom een flinke opknapbeurt (vanwege de verwachte tijdelijkheid van de attractie werden goedkope materialen gebruikt die niet snel meegingen). Ook werd de ritbeleving gewijzigd door de voertuigen achteruit te laten rijden. Op 1 april 2000 opende de nieuwe versie onder de naam Indiana Jones et le Temple du Péril… A l’Envers!

### Disneyland Park
In 2002 kreeg het park zijn huidige naam: Disneyland Park. Op 28 november 2004 werd de achtbaan Indiana Jones et le Temple du Péril… A l’Envers! gesloten om omgebouwd te worden. De laatste wijzigingen in 2000 bleken niet de gewenste effecten te hebben zoals het verhogen van de capaciteit. Op 3 december 2004 heropende de achtbaan weer zoals deze in 1993 werd geopend. Twee dagen later, op 5 december, sloot de attractie Le Visionarium. Twee jaar later, 8 april 2006, opende op de locatie van het inmiddels afgebroken Le Visionarium de interactieve darkride Buzz Lightyear Laser Blast. Een van de animatronics uit Le Visionarium, 9-eye, is meeverhuisd naar de nieuwe darkride en zit verstopt in het decor. Een jaar eerder in 2005 werd heropende de achtbaan Space Mountain na een renovatie. Tevens werd de achtbaan hernoemd naar Space Mountain: Mission 2.
In 2007 en 2008 werd de 15e verjaardag van het park gevierd met een enorme campagne en tal van nieuwigheden. Zo werden speciale ontdekkingstickets gelanceerd om meer bezoekers te lokken. In Disneyland Park werd een speciale 15e verjaardagsparade geïntroduceerd, de Once Upon a Dream Parade die alle belangrijkste sprookjes samenvat. Tijdens speciale evenementen werd deze voorafgegaan door een aparte parade. Op het hoofdplein werd een verjaardagstaart geplaatst waar 's avonds het spektakel Candlebration werd opgevoerd. Ook werd Main Street U.S.A. volledig gedecoreerd met verjaardagselementen. Vanwege het succes werd het verjaardagsevenement verlengd tot maart 2009.
Op 3 mei 2010 sloot de attractie Honey, I Shrunk the Audience! om plaats te maken voor de heropenen van de Captain EO die een maand later op 12 juni de deuren opende. Twee jaar later vierde Disneyland Paris haar twintigste verjaardag. Er kwamen nieuwe shows en parades waaronder Disney Dreams!. Het Fantasy Festival Theater wordt omgebouwd tot Meet Mickey Mouse.
Na de Aanslagen in Parijs in november 2015 sloot het attractiepark vier dagen de deuren voor bezoekers. Datzelfde jaar, op 12 april, sloot de attractie Captain EO voorgoed de deuren. Twee jaar later in 2017 sloot de attractie Space Mountain: Mission 2 voor een renovatie. Later in datzelfde jaar heropende de achtbaan onder de naam Star Wars Hyperspace Mountain. In 2018 maakte het attractiepark bekend de attractie Mickey et son Orchestre PhilharMagique te zullen openen. In het najaar, 1 oktober, opende de 3D-film in het themagebied Discoveryland. Twee jaar later, in 2020, sloot het park opnieuw de deuren voor bezoekers. Oorspronkelijk werd de tijdelijke sluiting van de themaparken aangekondigd voor de avond van 15 maart 2020 vanwege de wereldwijde coronapandemie. Op de nacht van vrijdag 13 op zaterdag 14 maart werd echter bekend dat de parken vanaf zaterdag 14 maart niet meer konden openen naar aanleiding van nieuwe instructies van de overheid. Op 15 juli heropende het attractiepark de deur weer voor bezoekers. Echter waren er diverse maatregelen genomen zoals het verplicht reserveren van een bezoek of het aanschaffen van een gedateerd ticket, om de aanwezigheid van bezoekers te limiteren en zodoende de fysieke afstand tussen bezoekers te kunnen garanderen, diverse desinfectiepunten en het verplicht dragen van een mondmasker. Vanaf 30 oktober sloot het attractiepark opnieuw de deuren vanwege de oplopende besmettingen in heel Frankrijk. Op 17 juni 2021 heropende het attractiepark.

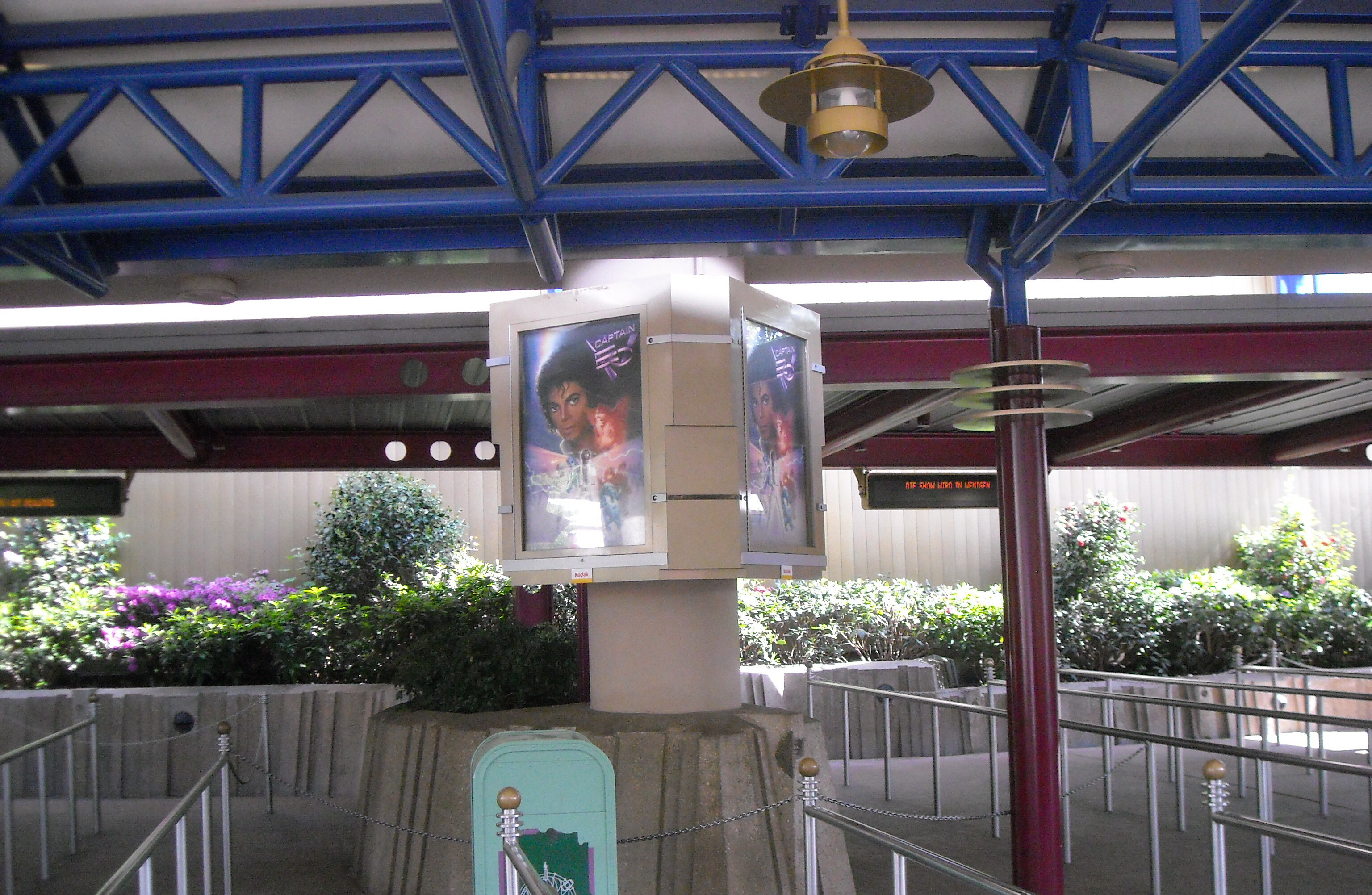
Voormalige attractie Captain EO (2011)
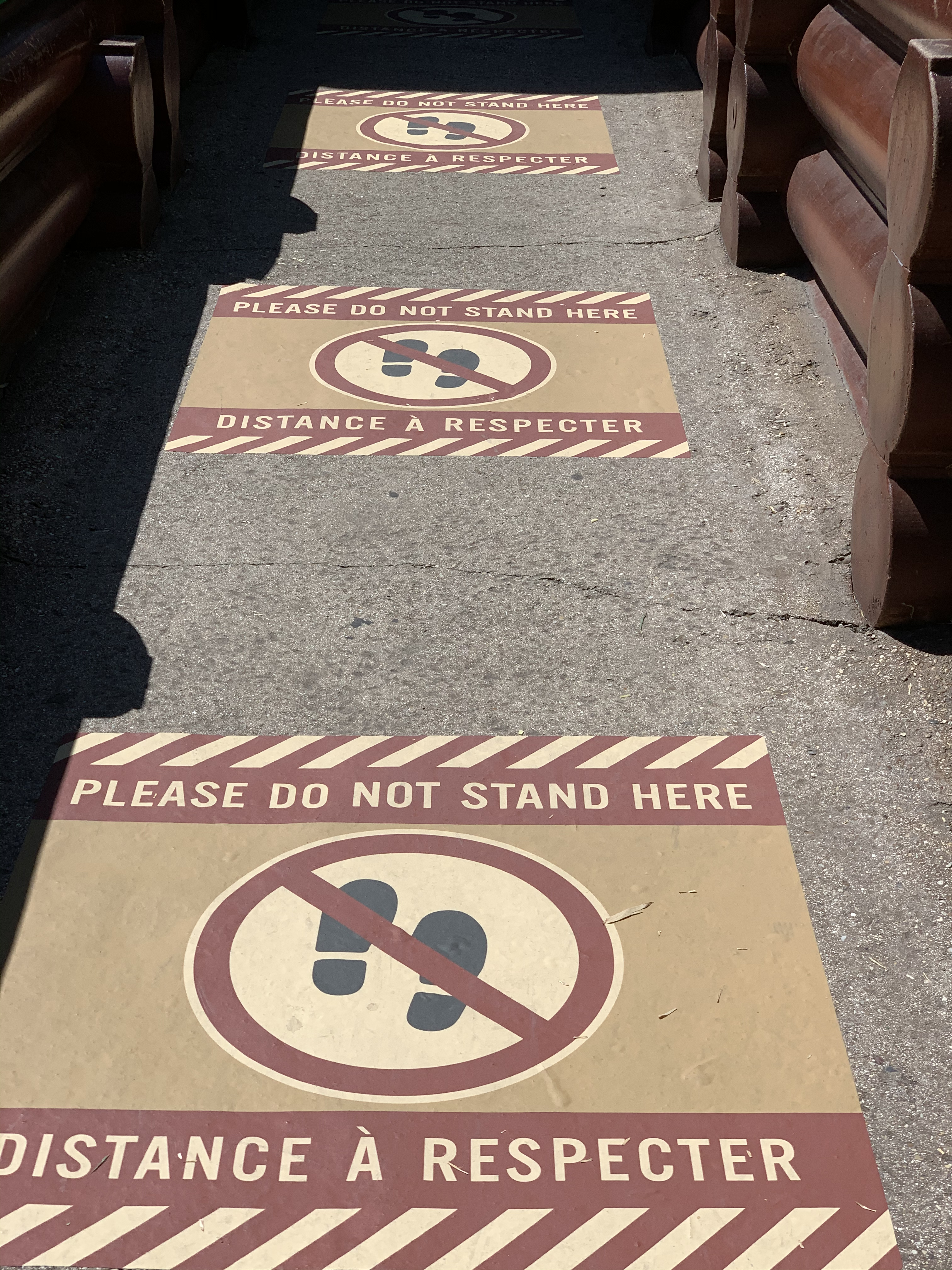
Coronamaatregelen in de wachtrij (2020)

## Attracties
Het attractiepark bestaat grotendeels uit attracties die ook in andere Disney-parken te vinden zijn. Echter in een andere uitvoering en opzet. Een aantal attracties zijn echter uniek zoals: Les Mystères du Nautilus en Le Passage Enchanté d'Aladdin. De darkride komt qua attractietype het meest voor in het Disneyland Park. In totaal 7 keer. Ook kent het attractiepark vier achtbanen.

## Themagebieden
Het Disneyland Park is opgedeeld in vijf verschillende themagebieden met elk hun eigen attracties, shows, horecagelegenheden en winkels. Kloksgewijs vanaf het ingangsgebied zijn dit Main Street, U.S.A., Frontierland, Adventureland, Fantasyland en Discoveryland.

### Main Street, U.S.A.
Het thema van Main Street, U.S.A. is een nostalgische blik op een Amerikaans stadje rond de eeuwwisseling naar de 20e eeuw. Main Street, U.S.A. vormt de ingangszone van het park en bevat daarmee de hoofdingang en alle bijbehoren faciliteiten. Het gebied is bereikbaar vanaf de ingang door onder het station van de Disneyland Paris Railroad door te lopen. Hier ligt Town Square met daaraan de gastenservice in City Hall en een kiosk op het midden van het plein. Op het plein bevinden zich de opstappunten voor de Horse-Drawn Streetcars en de Main Street Vehicles, net als enkele winkels. Vanaf Town Square loopt er een rechte straat, naar het centrum van het park. Aan de linkerzijde van deze straat is de grootste winkel van het park, Emporium, te vinden. Aan de rechterzijde van deze straat zijn eveneens enkele winkel- en horecagelegenheden te vinden. Halverwege wordt Main Street gekruist door Flower Street (links) en Market Street (rechts). Parallel aan Main Street lopen links de Liberty Arcade en rechts de Discovery Arcade, twee overdekte galerijen met elk hun eigen thema. Main Street vormt tevens de voornaamste locatie voor de dagelijkse parades.
Main Street loopt uit op Central Plaza, het centrale plein van het Disneyland Park. Aan dit plein zijn onder andere hotdogtent Casey's Corner, ijssalon The Gibson Girl, restaurant Plaza Gardens, en abonnementhoudersservice Bureau Pass Annuel te vinden. Centraal aan het plein staat Le Château de la Belle au Bois Dormant, dat eigenlijk bij Fantasyland hoort. Central Plaza vormt tevens de verdeler naar elk van de andere landen in het park. Tevens vormt het de centrale standplaats om de avondshow Disney Illuminations te bekijken, waarbij Le Château de la Belle au Bois Dormant als decor wordt gebruikt voor videoprojecties en vuurwerk op de achtergrond.

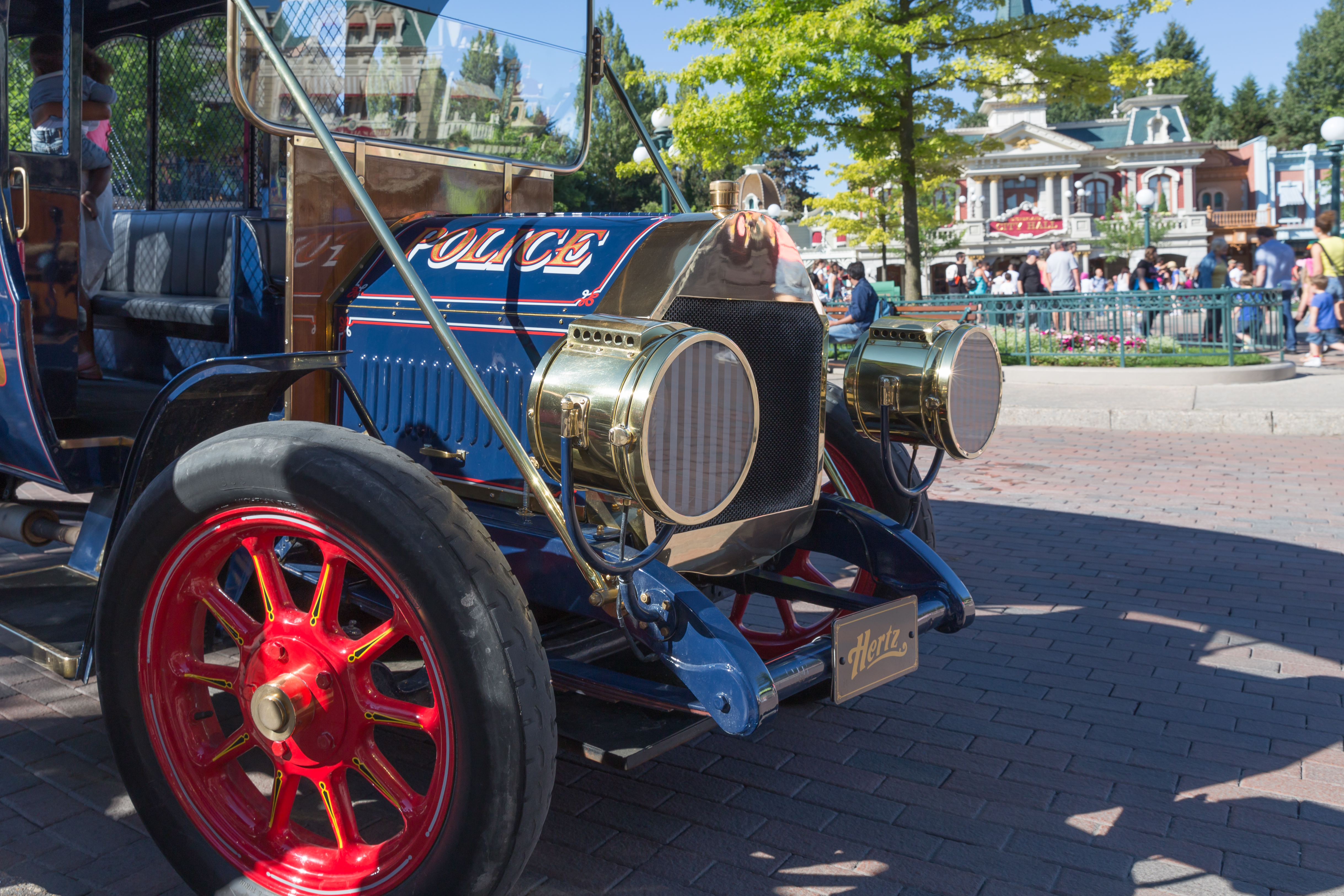
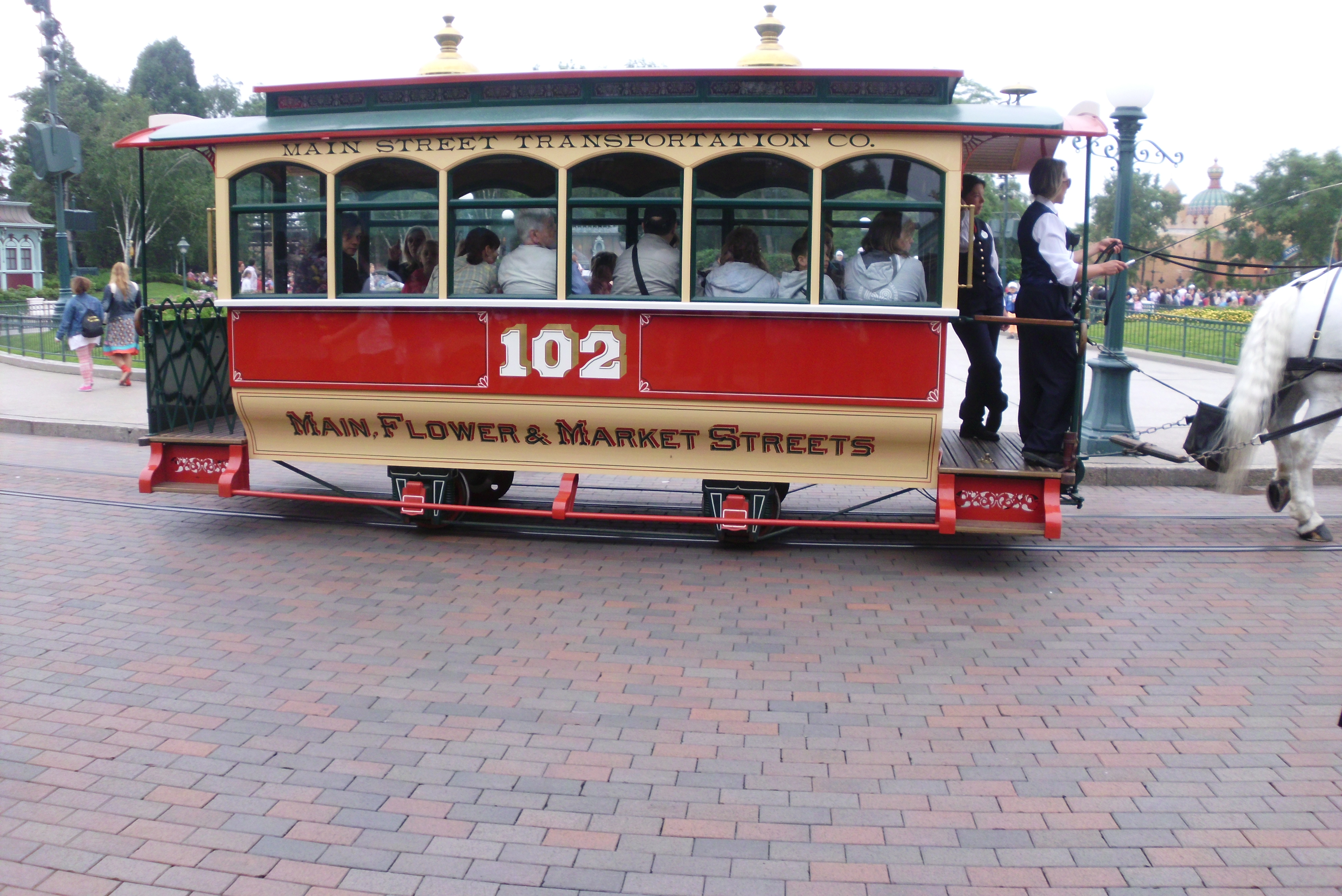
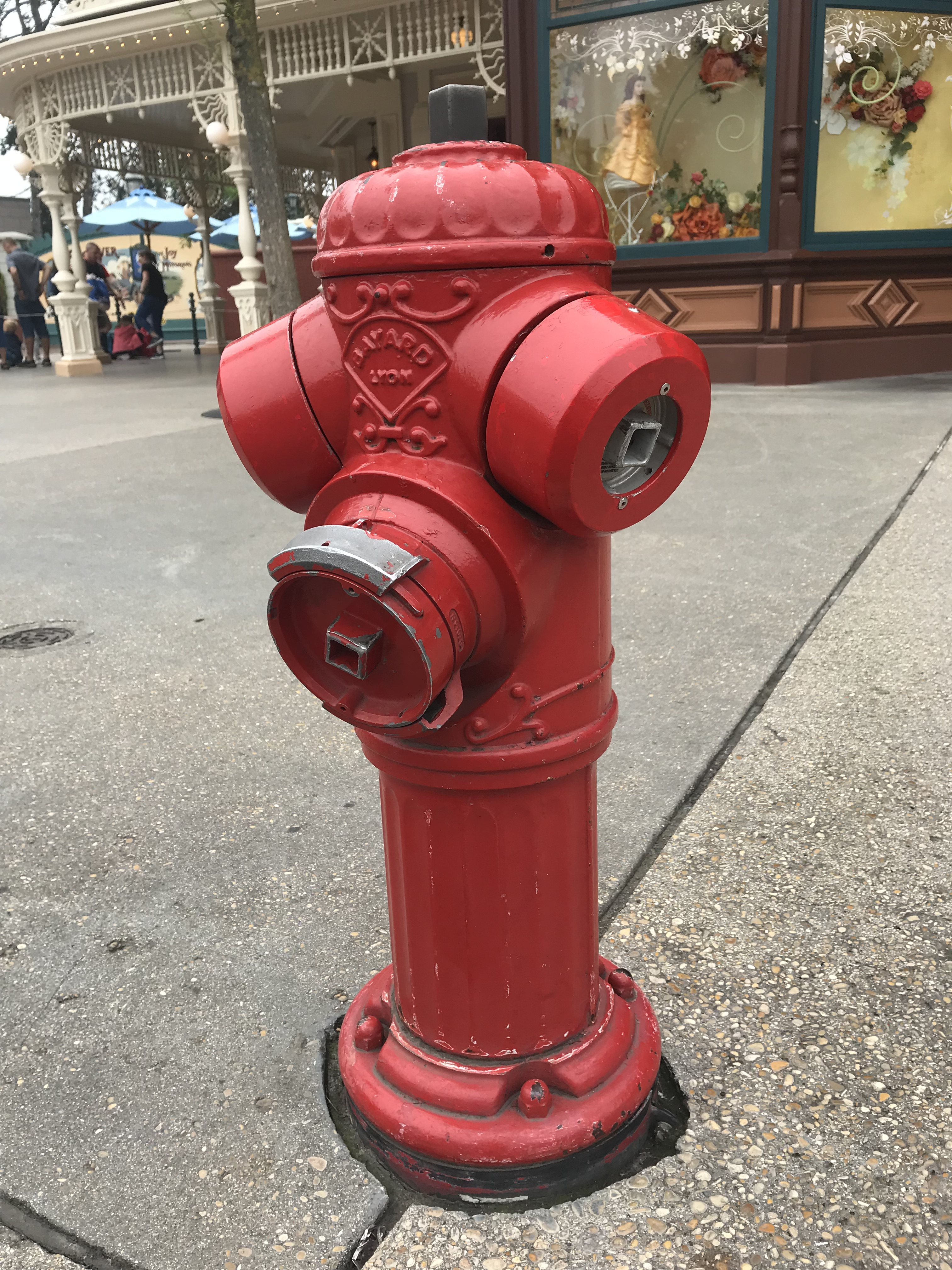

### Frontierland
Het thema van Frontierland draait om de romantiek en de grootsheid van het Wilde Westen en de Amerikaanse frontier aan het begin van de negentiende eeuw tijdens en na de goudkoorts. Het gebied draagt het verhaal uit van het fictieve mijnstadje Thunder Mesa. De hoofdentree van het gebied ligt aan Central Plaza en loopt door Fort Comstock, dat tevens de attractie Legends of the Wild West huisvest. De weg splits zich vervolgens in tweeën om in een hoefijzer rondom de Rivers of the Far West te lopen. De linkertak leidt langs de Lucky Nugget Saloon, het Last Chance Café en de Silver Spur Steakhouse naar de Thunder Mesa Riverboat Landing en spookhuis Phantom Manor.
De rechtertak leidt langs de winkels van het Thunder Mesa Mercantile Building en Casa de Coco – Restaurante de Familia naar het station van Big Thunder Mountain Railroad, een mijntreinachtbaan die bezoekers naar een eiland midden in de Rivers of the Far West leidt. Bij het station van Big Thunder Mountain Railroad liggen enkele doorsteekroutes naar Adventureland, maar dieper Frontierland in loopt de route nog langs het restaurant Cowboy Cookout Barbecue en speeltuin Pocahontas Indian Village, om vervolgens uit te komen bij het Frontierland Theater en het Frontierland Depot station.

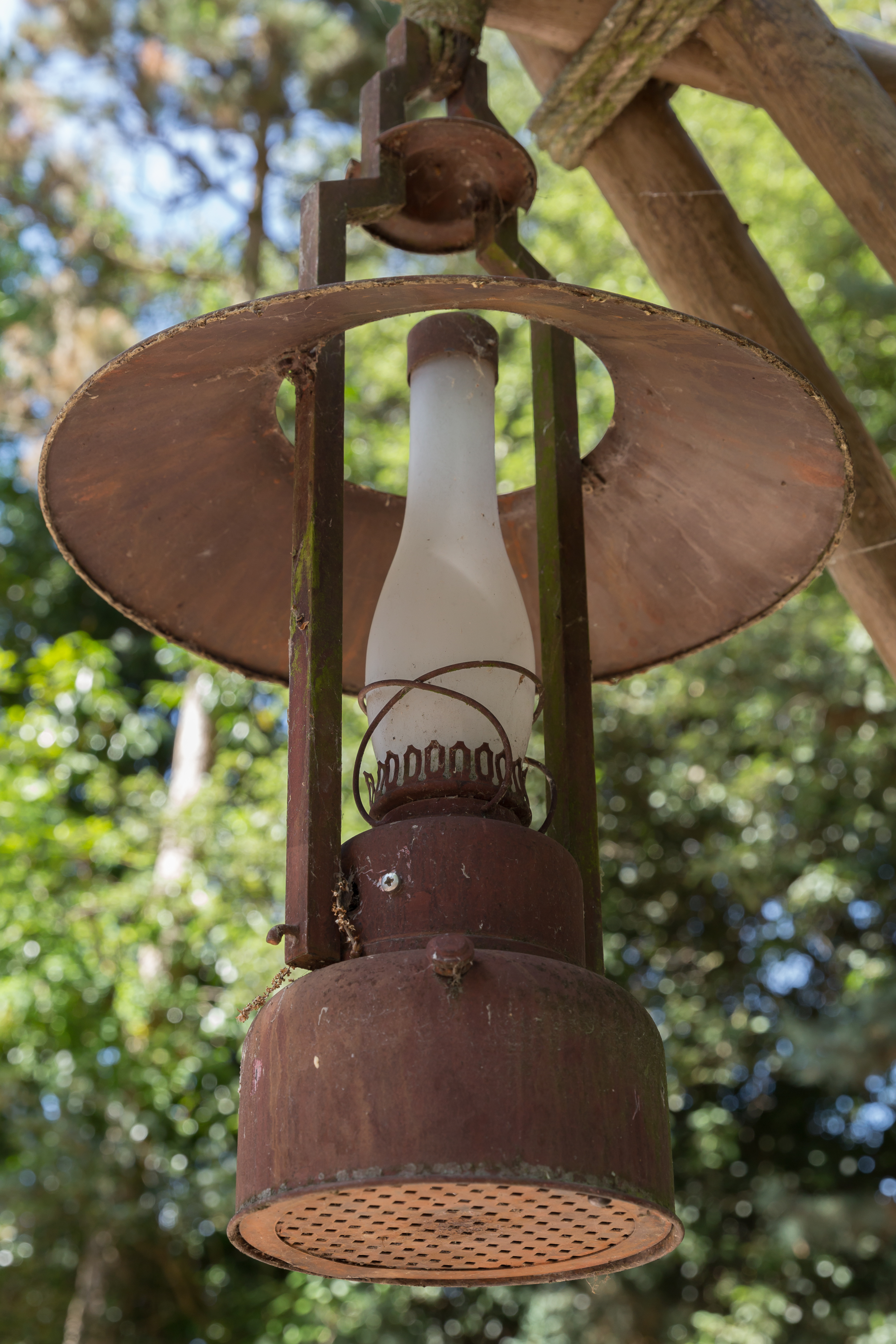
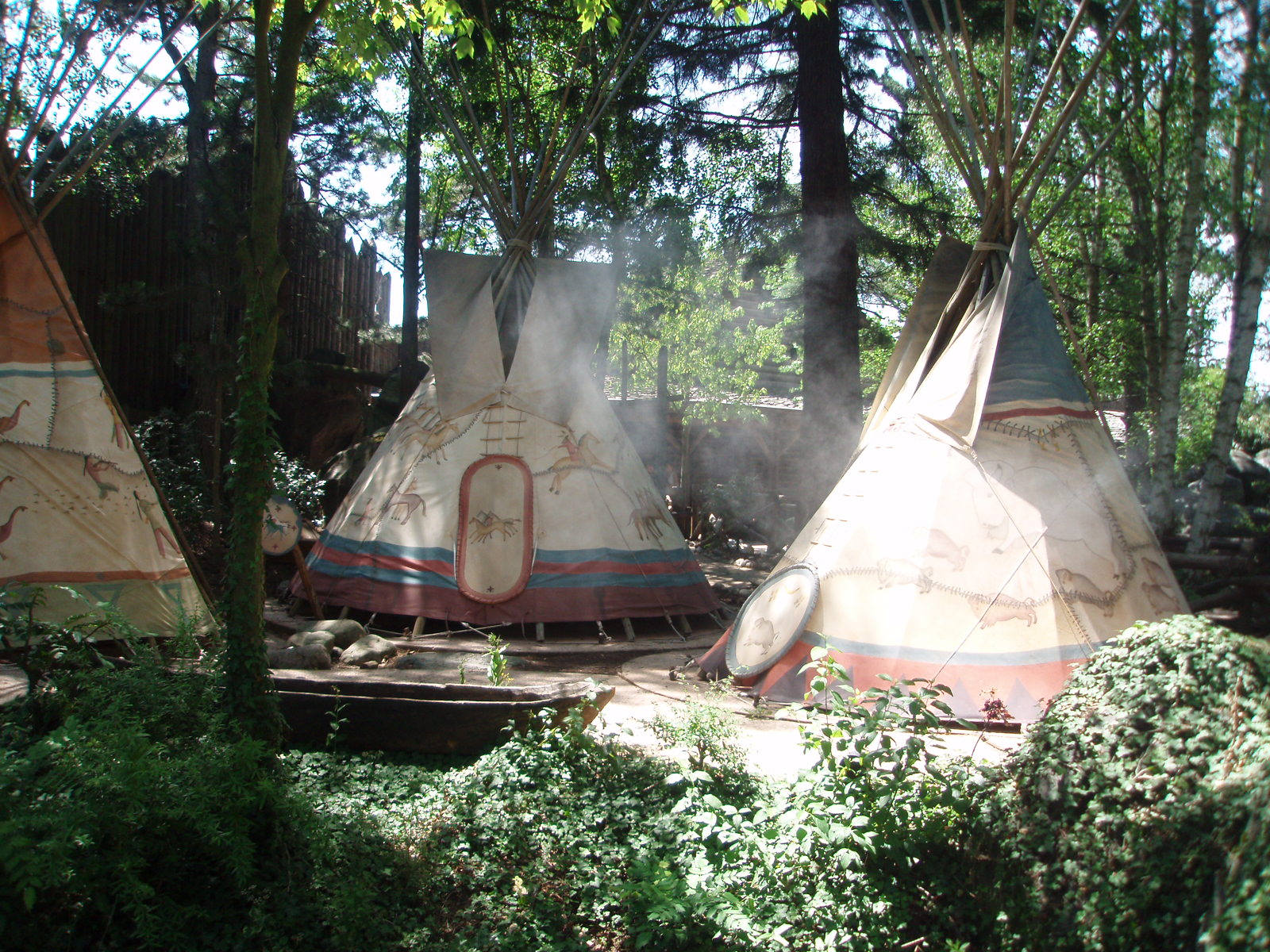
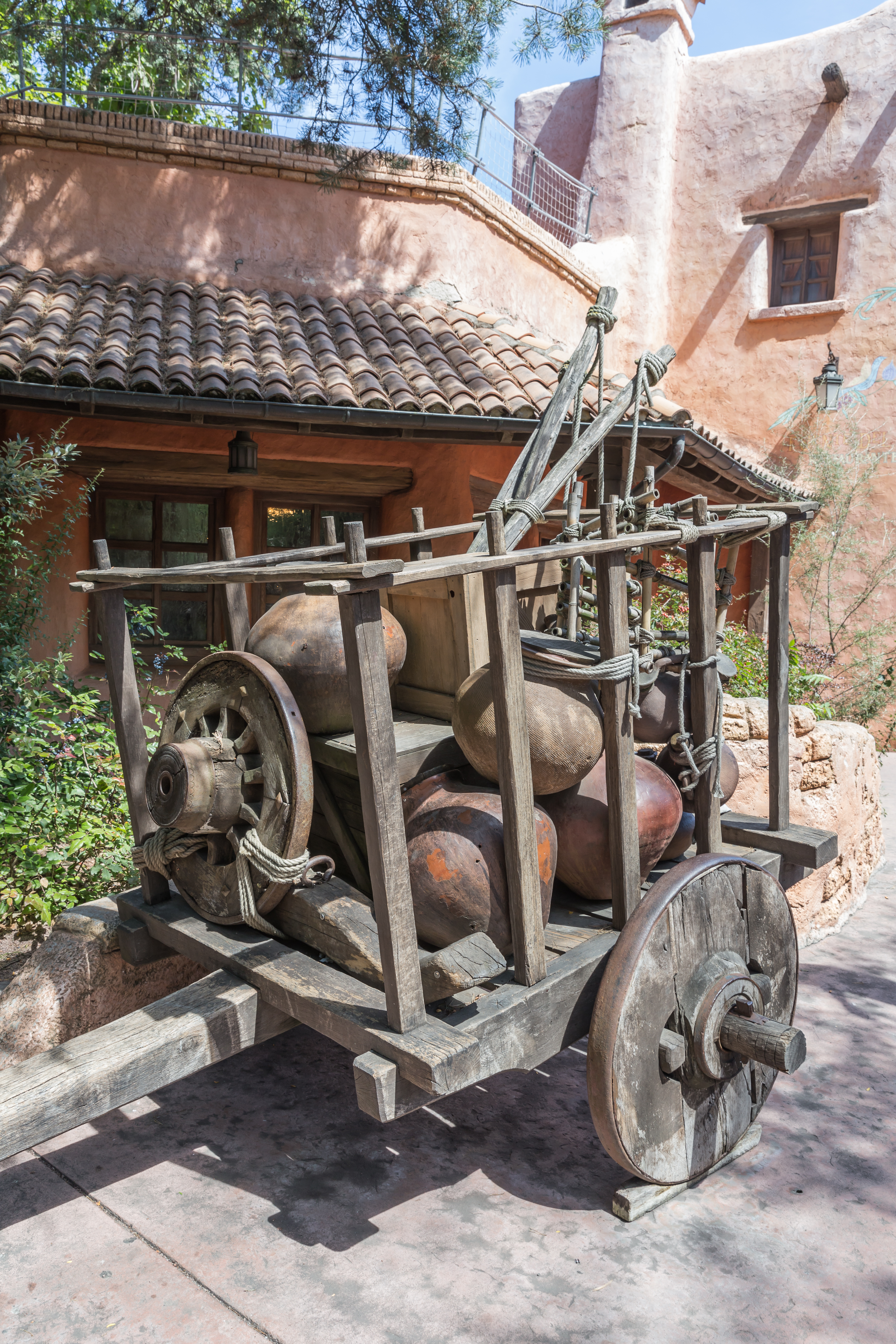
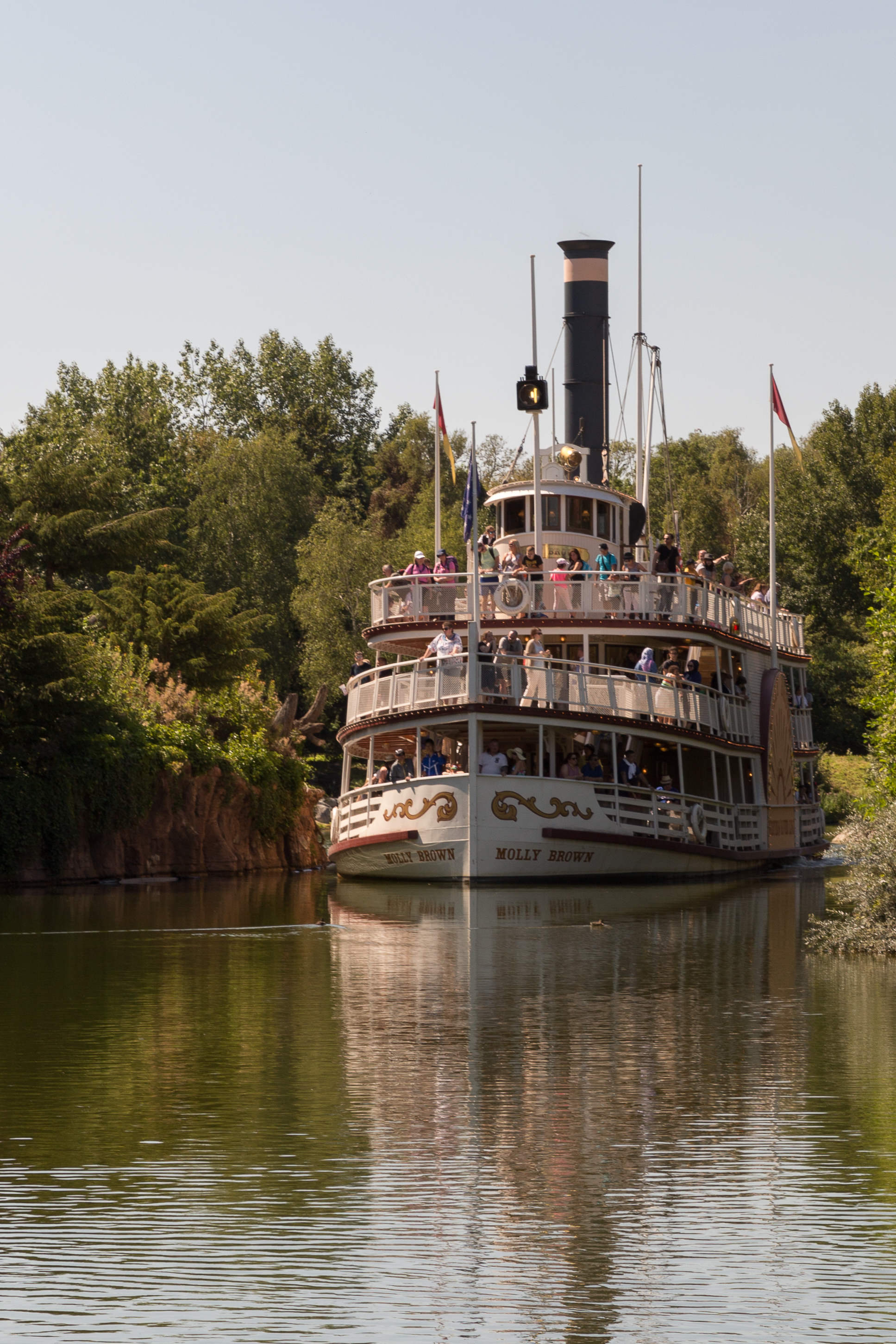

### Adventureland
Adventureland in Disneyland Paris is in tegenstelling tot in de andere Disney resorts onder te verdelen in kleinere gebieden waarvan de stijl is gebaseerd op: India, Noord-Afrika, Afrika en de Caraïben. Het thema van Adventureland berust op de romantiek rondom het exotische en avontuur. De hoofdentree ligt aan Central Plaza en bevindt zich in een Noord-Afrikaans gebied. In dit gebied bevindt zich de attractie Le Passage Enchanté d'Aladdin, het restaurant Agrabah Café en enkele winkelgelegenheden. Het gebied loopt uit op een grote waterpartij, met midden op deze waterpartij het Adventure Isle-eiland en de attractie La Cabane des Robinson. Dit eiland is middels enkele bruggen verbonden met een wandelpad dat rondom de wateren van Adventureland loopt. Op deze wateren ligt tevens de Jolly Roger, het schip van kapitein Haak uit de films van Peter Pan. Indien vanaf het Noord-Afrikaanse entreegebied de route rechtsom het water wordt gevolgd, komt men uit bij de attractie Pirates of the Caribbean en het bijbehorende restaurant (Captain Jack's) en winkel (Le Coffre du Capitain).
Indien de route linksom het water wordt gevolgd vanaf het Noord-Afrikaanse entreegebied, komt men eerst langs restaurants Hakuna Matata, Café de la Brousse en Colonel Hathi’s Outpost Restaurant. Tussen deze restaurants liggen enkele doorsteekroutes naar Frontierland. Wanneer de route langs het water wordt vervolgd, loopt deze uit op de attractie Indiana Jones et le Temple du Péril met bijbehorende souvenirwinkel Temple Traders Boutique.

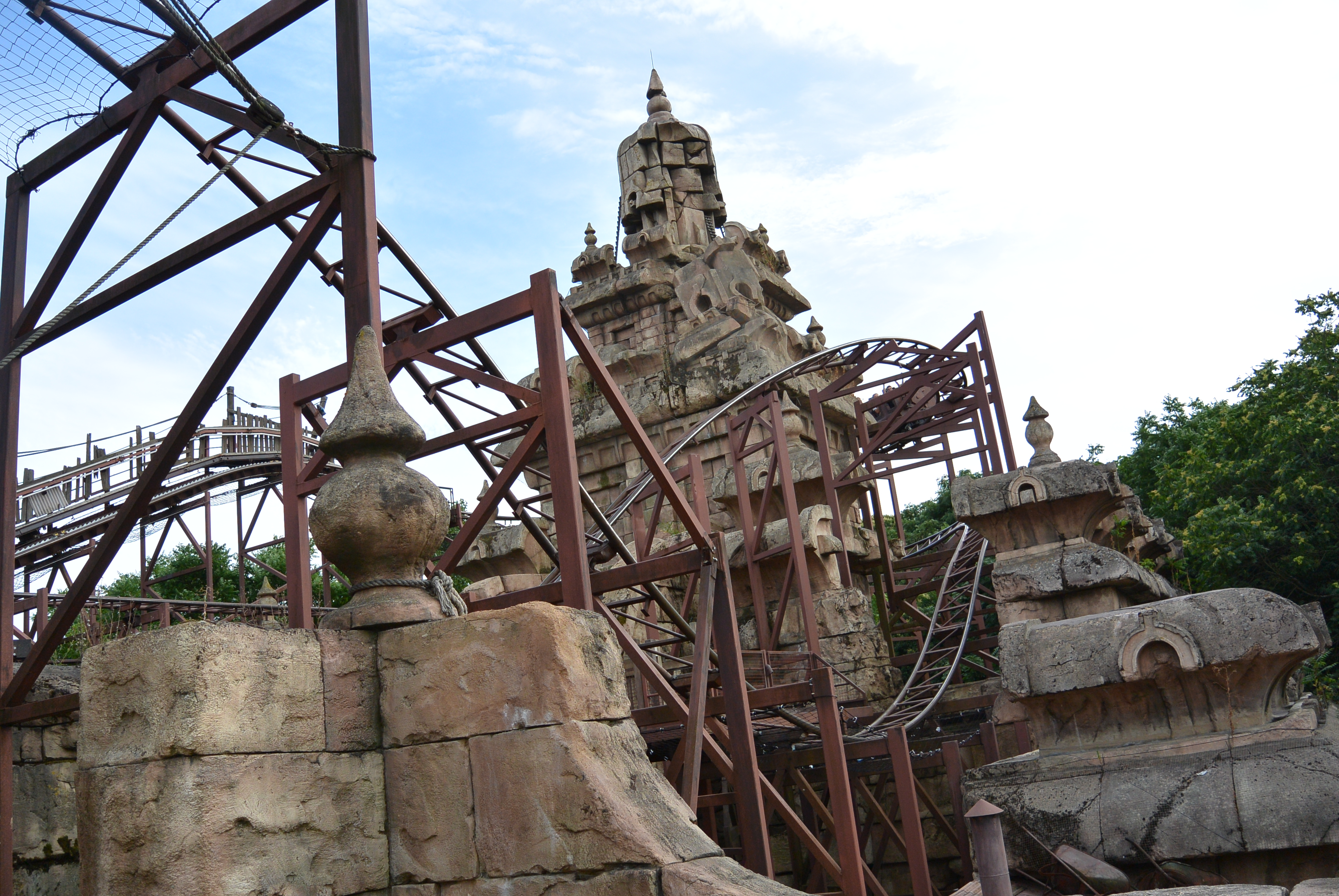
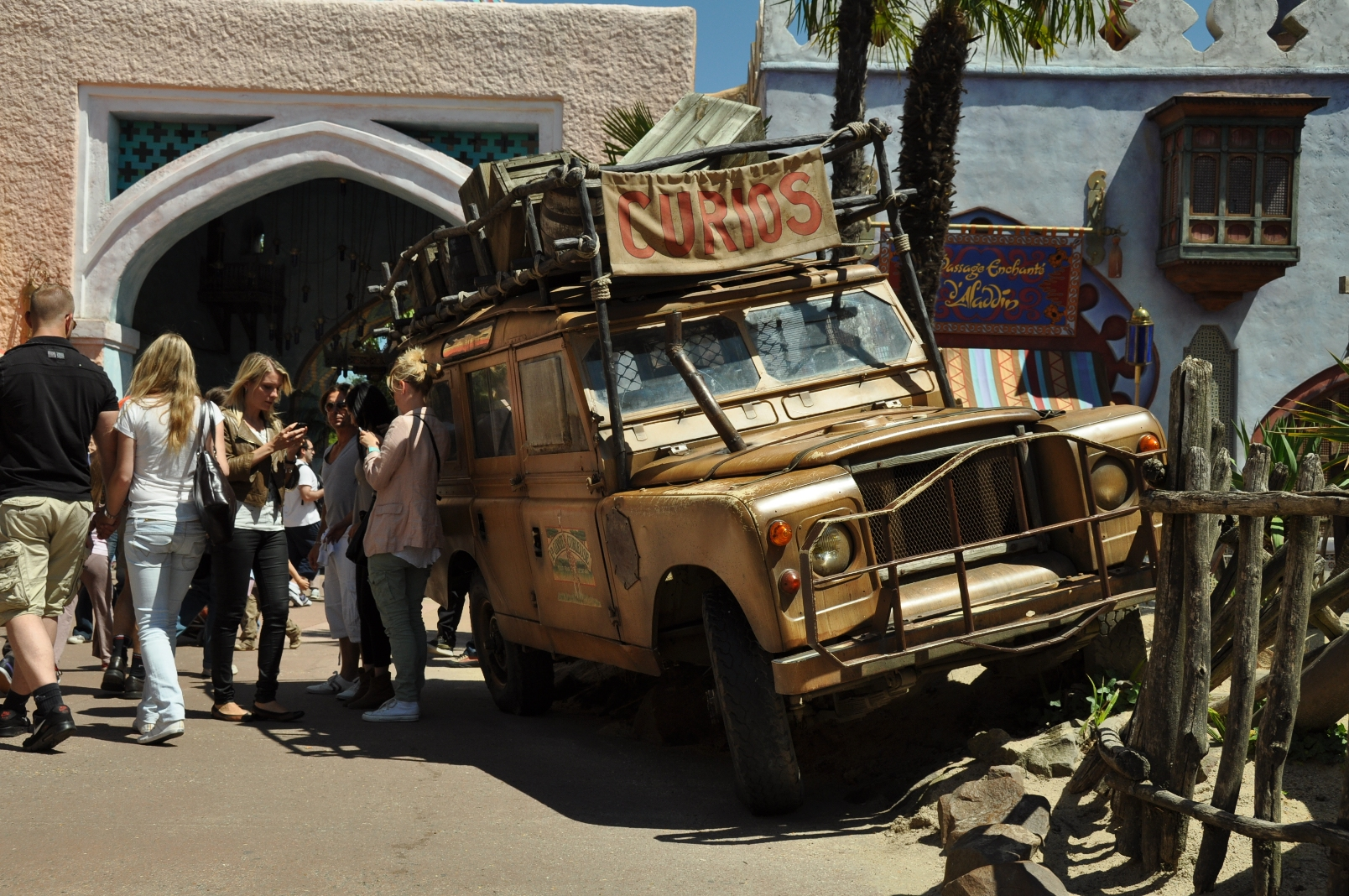
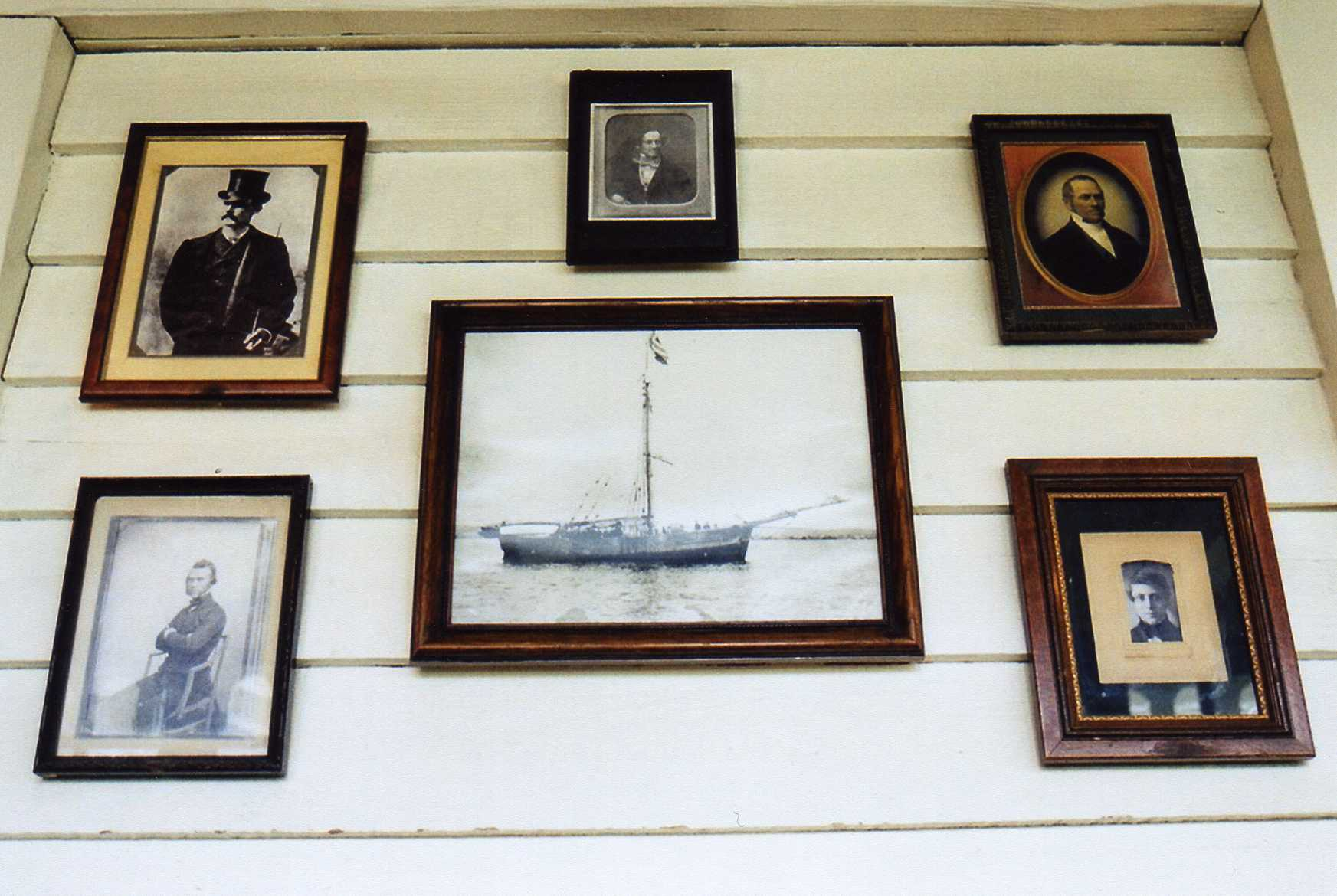

### Fantasyland
Fantasyland richt zich qua thematiek op de op sprookjes gebaseerde Disneyfilms. In tegenstelling tot in de andere Disney parken heeft Fantasyland in Disneyland Paris geen middeleeuws thema. Het land is gethematiseerd naar de landen waar de sprookjes zich afspelen, waaronder: Engeland, Duitsland, Frankrijk, Nederland en Italië. De hoofdentree van het gebied bevindt zich in Le Château de la Belle au Bois Dormant, alwaar gasten door het kasteel heen lopen, om vervolgens op een binnenplaats uit te komen met enkele winkels en restaurants en het zwaard Excalibur. Dit gebied symboliseert het Franse gedeelte van Fantasyland. Excalibur is een uitzondering op de indeling van Fantasyland aangezien het een Engels sprookje uitbeeldt in het Franse gedeelte. Aan het eind van het plein staat de attractie Le Carrousel de Lancelot. Aan de linkerzijde, vanaf het kasteel, start het Duitse gedeelte met de darkride Blanche-Neige et les Sept Nains en daarnaast de darkride Les Voyages de Pinocchio. Naast Les Voyages de Pinocchio is het grootschalige restaurant Au Chalet de la Marionette te vinden, met een doorsteekroute naar Adventureland. Het gedeelte van Fantasyland nabij Le Château de la Belle au Bois Dormant wordt afgebakend met een waterloopje. Het gedeelte vóór het waterloopje (i.e. bij het kasteel) zou het vasteland van Europa symboliseren, daar er enkel sprookjes uit deze regio te vinden zijn - het gedeelte achter het waterloopje zou de Engelse sprookjes symboliseren, daar er enkel sprookjes uit dit land te vinden zijn.
Vanaf een brug over het waterloopje bij Au Chalet de la Marionnette, bevinden zich van west naar oost de attractie Peter Pan's Flight, het Toad Hall Restaurant, het station van Fantasyland, de attracties Dumbo the Flying Elephant, Alice's Curious Labyrinth en de Mad Hatter's Tea Cups. Achter Alice's Curious Labyrinth, onder het spoor van de Disneyland Railroad door, loopt een route door het Nederlandse gedeelte langs restaurant Le Vieux Moulin, die uitkomt bij de attracties Le Pays des Contes de Fées en Casey Jr. - le Petit Train du Cirque. Vóór de tunnel onder spoor ligt de attractie 'it's a small world', evenals een fotolocatie met enkele prinsessen uit de Disneyfilms. Vanaf 'it's a small world' loopt er een route door het Italiaanse gedeelte terug naar Central Plaza langs ijssalon Fantasia Gelati, Pizzeria Bella Notte en het openluchttheater Castle Stage, waar gedurende de dag enkele shows worden opgevoerd.

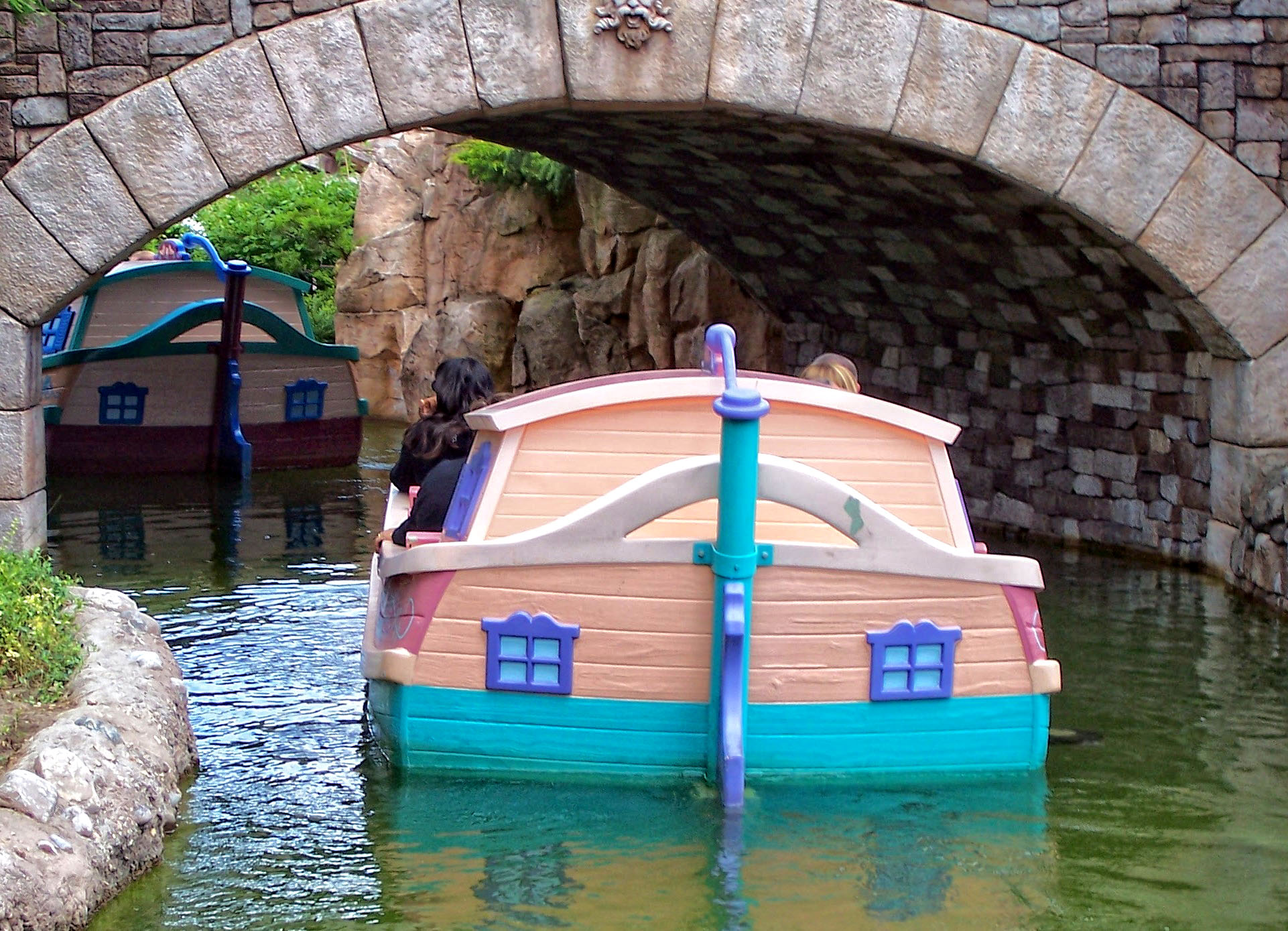
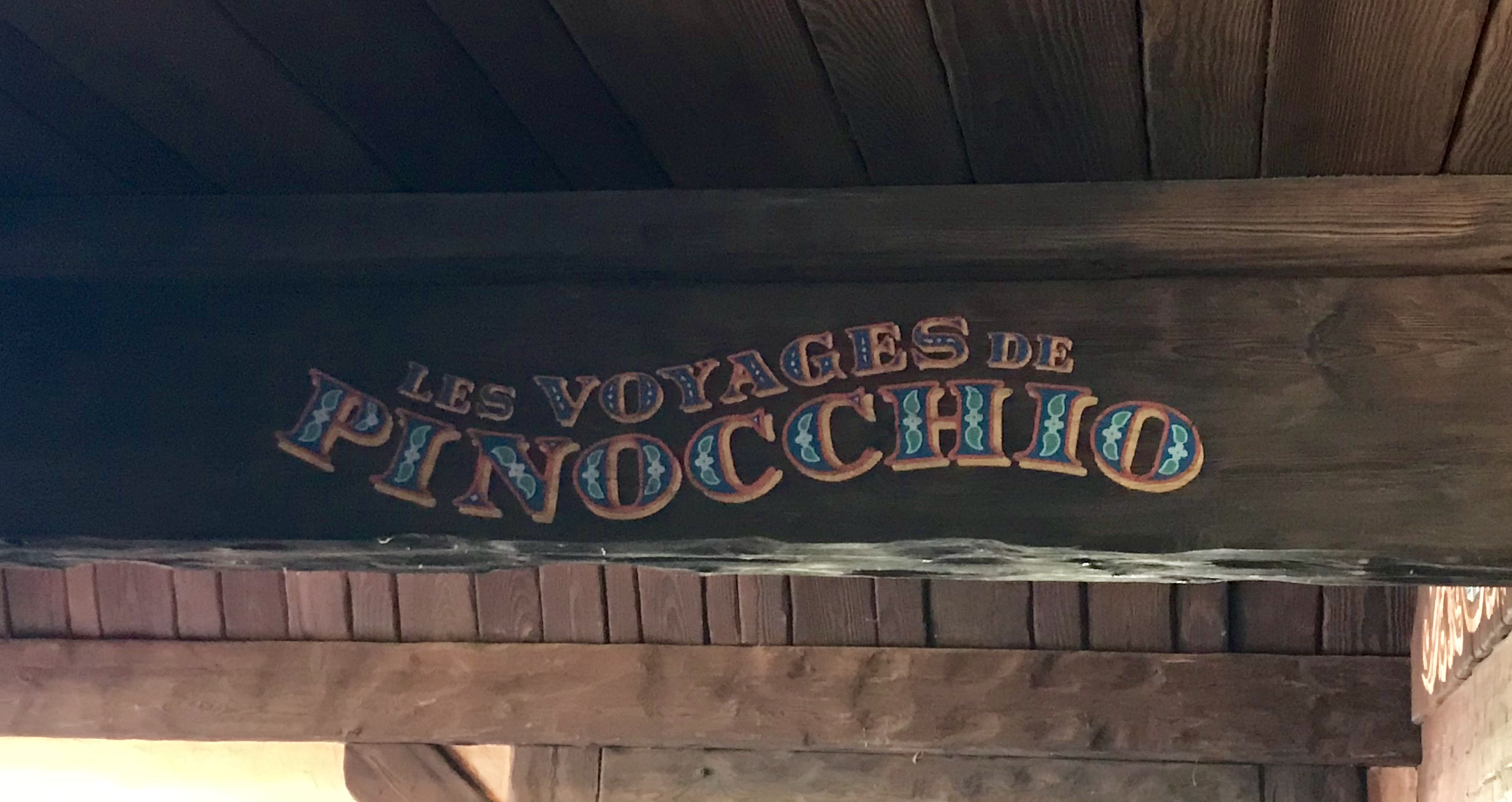

### Discoveryland
Het themagebied "Discoveryland" heet in de andere Disneyparken Tomorrowland en berust op de ideeën voor de toekomst die Walt Disney (bekend om zijn futuristische plannen) en zijn collega's in de jaren 50 en 60. Omdat onder andere technologie en ruimtevaart zich sindsdien flink hebben ontwikkeld, voldoen de meeste attracties in de verschillende Tomorrowlands niet aan een reële, hedendaagse visie op de toekomst, en wordt er in de meeste Disneyparken meer nadruk gelegd op de fantasierijke ideeën die er vroeger waren in plaats van de attracties constant te vernieuwen. Oorspronkelijk was het idee dat Space Mountain een vulkaan moest voorstellen. Dat verklaart ook de hoge lavastenen die zich rond dit land bevinden, maar omdat het benodigde budget te groot zou worden, is van Space Mountain een overdekte achtbaan gemaakt.
Om de problemen in de oudere Disney Parken te vermijden berust het thema van Discoveryland op retrofuturisme: verschillende visies op de toekomst door de eeuwen van de geschiedenis heen. De hoofdingang van het gebied ligt aan Central Plaza en leidt langs enkele waterbekkens het gebied in. Bij binnenkomt van het gebied ligt aan de linkerzijde de attractie Buzz Lightyear Laser Blast met souvenirwinkel Constellations. De linkerzijde van het gebied na binnenkomst loopt langs de attractie Orbitron over in het Videopolis-complex, dat plaats biedt aan restaurant Hyperion Café en theater Videopolis. De gevel van het theater wordt bekleed met een hangar voor de Hyperion-zeppelin uit de film The Island at the Top of the World.
Het middengedeelte van het gebied richt zich op de visies van Jules Verne en omvat de attracties Hyperspace Mountain (oorspronkelijk ontworpen als Space Mountain, gebaseerd op Vernes boek De la Terre à la Lune) en Les Mystères du Nautilus (gebaseerd op Vernes boek Vingt Mille Lieues Sous les Mers). Het rechtergedeelte van het gebied richt zich op visies uit de jaren '50 en omvat de attractie Autopia. Het achterste gedeelte van het gebied richt zich op de visies uit de jaren '80 van met name George Lucas, met onder andere de attractie Star Tours - The Adventures Continue. Oorspronkelijk werd de film Captain EO ook in dit gedeelte vertoond, in het Discoveryland Theatre. Inmiddels wordt dit theater omgebouwd om de attractie Mickey et son Orchestre PhilharMagic te kunnen huisvesten. Boven op deze attracties bevindt zich het station van Discoveryland.

## Entertainment

### Parades
In de parades worden de sprookjes en verhalen van Disney voorgesteld. Afhankelijk van het seizoen (lente, zomer, Halloween, kerst) rijden er ook aangepaste praalwagens mee. De parade rijdt telkens van "it's a small world" (Fantasyland) langs Le Château de la Belle au Bois Dormant via Main Street U.S.A. naar Town Square.
Disneyland Park Parades
- Disney Stars on Parade (2017-heden), ter gelegenheid van de 25e verjaardag van Disneyland Paris
- Disney Magic On Parade (2012-2017), ter gelegenheid van de 20e verjaardag van Disneyland Paris
- Disney's Once Upon a Dream Parade (2007-2012), ter gelegenheid van de 15e verjaardag van Disneyland Paris
- Disney ImagiNations Parade (1999-2001), ter gelegenheid van het millennium
- The Wonderful World of Disney Parade (1998-1999, 2001-2007)
- The Hunchback of Notre Dame Carnival (1997), ter gelegenheid van de 5e verjaardag van Disneyland Paris
- Disney Classics Parade (1992-1997), eerste parade van Disneyland Paris

Seizoensparades & Special Event Parades
- Goofy's Garden Party (enkel tijdens Swing into Spring) (2015 - 2016)
- Minnie's Little Spring Train (enkel tijdens Swing into Spring) (2015 - 2016)
- Frozen: A Royal Welcome (enkel tijdens Frozen Summer Fun en Winter seizoenen) (2015 - 2016)
- Mickey's Halloween Celebration Parade (enkel tijdens Halloween) (2013 - heden)
- Disney's Christmas Parade (enkel tijdens het kerstseizoen) (2012-2020)
- Mickey's Dazzling Christmas Parade (enkel tijdens het kerstseizoen) (2021 - heden)
- Disney's Villain Promenade (Halloween seizoen) (2014)
- Spring Promenade (Lente seizoen) (2013)
- Disney's 20th Anniversary Celebration Train (2012-2014), ter gelegenheid van de 20e verjaardag van Disneyland Paris
- Disney Dance Express (2011-2012)
- Disney All Stars Express (2010-2011)
- Minnie's Party Train (april 2009- maart 2010)
- Disney's Character Express (maart 2007- maart 2009), ter gelegenheid van de 15e verjaardag van Disneyland Paris
- Mulan Parade (1998)
- Hercules Happening (1997)
- The Toy Story Parade (1996)
- The Lion King Festival (1994-1995)
- La Parade d'Aladdin (1993-1994)

Nachtparades
- Disney's Fantillusion Parade (2002-2012)
- The Main Street Electrical Parade (1992-2002)

### Shows
Huidig
- Mickey Presents Happy Anniversary Disneyland Paris (2017 - 2018)
- Mickey's Goodnight Kiss (2017 - 2018)
- Jedi Training Academy (2015 - 2018)

Seizoensgebonden
- The Starlit Princess Walts (2017 - 2018)
- Frozen Sing-along (2015 - ?)
- Royal Christmas Wishes (2015 - ?)
- Mickey's Magical Christmas Lights (2015 - 2020)
- Disney Illuminations of Christmas (2017 - ?)
- Disney's Forest of Enchantment (2016 - 2017)
- It's Good To Be Bad with the Disney Villains (2015 - 2017)

Avondshows
- Disney Illuminations (dagelijkse show met fonteinen, vuureffecten, waterschermen en 3D mapping) (2017 - 2020, 2021-2023, 2024-2025)
- Disney Tales of Magic (dagelijkse show met fonteinen, vuureffecten, waterschermen en 3D mapping en Drones) (2025 - heden)

Disney Dreams! (dagelijkse show met fonteinen, vuureffecten, waterschermen en 3D mapping) (2012-2017, 2023 - 2024)
- The Enchanted Fireworks (2008-2012)
- Wishes (2005-2007)
- Fantasy in the Sky (1992-2005)